# Tour Areva
De Tour Areva (eerder bekend als Tour Framatome en Tour Fiat) is een kantoortoren in La Défense, het zakendistrict ten westen van Parijs. De naam verwijst naar het Areva-concern.
Deze wolkenkrabber is in 1972-1974 gebouwd en is 184 meter hoog. Hij telt 44 verdiepingen. Tot de oplevering van de Tour Total in 1985 was de Tour Areva het hoogste gebouw in La Défense.
De Tour Areva is geheel zwart. De gevelbekleding is van donker graniet gemaakt en ook de ramen zijn donker. De vorm is een parallellepipedum. De architecten, Roger Saubot en Francois Jullien, zouden zich hebben laten inspireren door de zwarte monoliet uit de film 2001: A Space Odyssey van Stanley Kubrick. Op de bovenste verdieping bevond zich tot 1995 een penthouse voor FIAT-president Gianni Agnelli. Dat jaar trok Framatome in het gebouw. In 2002 werd Framatome omgedoopt in Areva NP. Sindsdien wordt de kantoortoren Tour Areva genoemd.
De locatie, iets ten oosten van het CNIT, had in het oorspronkelijke masterplan voor La Défense de codenaam CB1. Op de plaats van de huidige Tour Total was een identieke kantoortoren voorzien, maar als gevolg van de oliecrisis van 1973 werd dit plan geschrapt.